# Masteutes
Masteutes är ett släkte av skalbaggar. Masteutes ingår i familjen Rhynchitidae.
Kladogram enligt Catalogue of Life:
| Masteutes | \| \| Masteutes rupis \| \| \| \| \| \| Masteutes saxifer \| \| \| \| |
|           | \| \| Masteutes rupis \| \| \| \| \| \| Masteutes saxifer \| \| \| \| |
|           | Masteutes rupis                                                       |
|           |                                                                       |
|           | Masteutes saxifer                                                     |
|           |                                                                       |